# Zlatko Vujović
Zlatko Vujović (Sarajevo, Yugoslavia, 26 de agosto de 1958) es un exfutbolista bosniocroata que se desempeñaba como delantero.
Su hermano Zoran Vujović también fue futbolista; ambos fueron internacionales con la selección de fútbol de Yugoslavia, aunque Zlatko disputó gran parte de su carrera deportiva en Francia.

## Clubes
| Club                 | País       | Año         | Partidos | Goles |
| Hajduk Split         | Yugoslavia | 1976 - 1986 | 240      | 101   |
| Girondins de Burdeos | Francia    | 1986 - 1988 | 65       | 20    |
| AS Cannes            | Francia    | 1988 - 1989 | 34       | 18    |
| Paris Saint-Germain  | Francia    | 1989 - 1991 | 62       | 20    |
| FC Sochaux           | Francia    | 1991 - 1992 | 23       | 4     |
| OGC Niza             | Francia    | 1992 - 1993 | 28       | 17    |

- Datos: Q207178